# 金秉柞
金秉柞（？—？），湖北当阳人，是一名清朝政治人物。
金秉柞曾于1731年接替徐日炯任南汇县知县一职，1732年由程纲接任。